# N44 (tinh vân phát xạ)
N44 là một tinh vân phát xạ với cấu trúc siêu bong bóng nằm ở Đám Mây Magellan Lớn, một trong những thiên hà vệ tinh của Ngân Hà trong chòm sao Doradus. Ban đầu nó được Karl Henize phân loại vào "Danh mục các tinh vân và sao phát xạ H-alpha trong Đám mây Magellan Lớn" năm 1956, với bề rộng xấp xỉ 1.000 năm ánh sáng và nằm cách Trái Đất 160.000-170.000 năm ánh sáng. N44 có một cấu trúc bong bóng nhỏ hơn ở bên trong gọi là N44F. Cấu trúc siêu bong bóng của N44 được tạo nên bởi áp suất bức xạ của nhóm gồm 40 ngôi sao nằm gần trung tâm; bao gồm các sao kiểu xanh-trắng, phát ra ánh sáng và năng lượng cực mạnh. Hình dáng của N44F cũng được hình thành lên theo cách tương tự; với một ngôi sao nóng khổng lồ ở trung tâm, ngôi sao này thổi ra luồng gió sao mạnh chuyển động với vận tốc 7 triệu kilômét trên 1 giờ. Điều này cũng khiến tốc độ mất mát vật chất của ngôi sao cao gấp 100 triệu lần so với Mặt Trời, hay xấp xỉ 1.000.000.000.000.000 tấn một năm. Tuy nhiên, sự biến đổi mật độ trong tinh vân N44 làm hình thành lên một vài cột bụi có thể ẩn chứa sự hình thành sao trong tương lai. Nguyên nhân của sự biến đổi mật độ có thể là do ảnh hưởng của vụ nổ siêu tân tinh trước đó trong vùng lân cận với N44; nhiều ngôi sao trong nhóm trong tương lai cũng sẽ kết thúc bằng vụ nổ siêu tân tinh. Một bằng chứng cho thấy tinh vân N44 chịu ảnh hưởng trong quá khứ của vụ nổ siêu tân tinh đó là việc các nhà thiên văn phát hiện N44 phát ra tia X.
N44 được phân loại thành tinh vân phát xạ bởi vì nó chứa những vùng lớn của hiđrô ion hóa. Tuy vậy, ba vạch phát xạ mạnh nhất trong quang phổ của tinh vân lại chỉ của các nguyên tử ôxi ion hóa, chúng phát ra bước sóng cực tím 372,7 nm, của các nguyên tử ôxi ion hóa hai lần, chúng phát ra các bước sóng lục-lam 500,7 nm, và của các nguyên tử hiđrô trung hòa, chúng phát ra vạch hiđrô-alpha ở bước sóng đỏ 656,2 nm.